# Nigel Murray
Nigel Murray (* 22. Mai 1964 in Leamington Spa) ist ein britischer Boccia-Spieler. Der britische Nationalspieler gewann 2000 den Einzelwettkampf in der Wettkampfklasse BC2 der Paralympics.
Murray kann als Spastiker seit seiner Geburt seine Bewegungen kontrollieren und ist auf einen Rollstuhl angewiesen, er spielt seit 1992 Boccia. Bei seinem ersten großen internationalen Wettbewerb gewann er in Sydney 2000 direkt den Einzelwettkampf in der Wettkampfklasse BC2 und sicherte sich so seine erste Goldmedaille. Mit der Mannschaft scheiterte er jedoch bereits im Viertelfinale an Neuseeland
Bei der WM 2002 gewann er sowohl im Einzel- als auch bei Team-Turnier die Goldmedaille, bei den Paralympics 2004 blieben ihm aber Medaillen verwehrt; im Einzel scheiterte er bereits im Viertelfinale, mit dem Team verlor er sowohl das Halbfinale als auch das Spiel um den Dritten Platz, sodass er nur Vierter wurde.
2005 wurde er Vizeeuropameister mit der Mannschaft, 2007 im Einzel.
Im Sommer 2008 wurde er für seine dritten Paralympischen Spiele in Peking 2008 nominiert. Dort gewann er im Einzelwettkampf in der Wettkampfklasse BC2 eine Silbermedaille. In der Mannschaftswertung Team BC1/BC2 gewann er zusammen mit Dan Bentley, Zoe Robinson und David Smith eine Goldmedaille.